# 汤飞帆
汤飞帆（1972年3月—），男，汉族，浙江杭州人，中华人民共和国政治人物。中央党校研究生学历。现任中共宁波市委副书记，宁波市人民政府市长。

## 生平
1992年7月参与工作，1998年7月加入中国共产党。曾任浙江省公路管理局计划财务（审计）处副处长、处长，省交通厅财务审计处处长，省交通运输厅财务审计处处长，义乌市委常委、副市长（挂职），省交通运输厅办公室主任、副厅长、党组成员，衢州市副市长，中共衢州市委常委、常务副市长等职。
2018年2月，担任中共衢州市委副书记，市政府副市长、代市长职务；3月，晋升中共衢州市委副书记，市政府市长。
2021年6月，担任中共衢州市委书记。
2022年2月，任中共宁波市委副书记、宁波市人民政府代市长，同年4月当选为市长。